# Steatoda wangi
Steatoda wangi là một loài nhện trong họ Theridiidae.
Loài này thuộc chi Steatoda. Steatoda wangi được Chuandian Zhu miêu tả năm 1998.